# Poaskearls

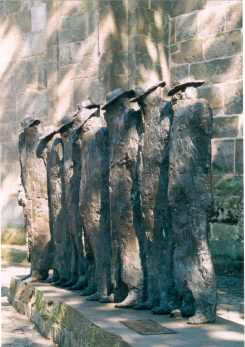
Beeld van de Poaskearls in Ootmarsum

De Poaskearls ("Paaskerels") zijn acht jonge mannen die een belangrijke rol spelen in de folklore en gebruiken van het Paasfeest in Ootmarsum. Wanneer het carnaval is afgelopen beginnen zij met de voorbereidingen voor het Paasfeest. Zij zijn te herkennen aan hun lange beige regenjas, zwarte broek en hoed.
De poaskearls zijn katholiek, jong (rond de 20 jaar), mannelijk, ongetrouwd en afkomstig uit Ootmarsum. Elk jaar worden er twee poaskearls vervangen, dus een poaskearl vervult zijn taak in vier opeenvolgende jaren. Een poaskearl moet ongetrouwd zijn, en er wordt dan ook van hem verwacht dat hij niet van plan is binnen die vier jaar te trouwen. Vanouds werd van een poaskearl geëist dat hij in Ootmarsum geboren was, maar omdat de meeste kinderen tegenwoordig in een ziekenhuis worden geboren, vaak in Oldenzaal, stelt men tegenwoordig dat hij bij geboorte in Ootmarsum moet wonen.
Het fenomeen Poaskearls bestaat al lang in Ootmarsum. Er is geen algemeen geldende theorie over het ontstaan en de betekenis van hun paasgebruiken. Al in 1840 wordt het vlöggeln genoemd in de bronnen. De oorsprong van het gebruik is duister. Op 15 maart 2015 is deze traditie op de Inventaris Immaterieel Cultureel Erfgoed Nederland geplaatst.

## Paasweekend
Een dag voor Pasen (Stille Zaterdag) kondigt de stadsomroeper het paasfeest aan, waarbij hij een eeuwenoude bel luidt. 's Middags rijden paaswagens bespannen met paarden naar het nabijgelegen Springendal, om hout te halen voor het paasvuur. Rond zonsondergang komen ze terug en rijden al zingend naar de paasweide voor de opbouw van het paasvuur. Op eerste paasdag maken de Poaskearls 's morgens en 's middags een rondgang om de kerk en zingen daarbij Twentse paasliederen. Om vijf uur in de namiddag begint het vlöggeln: hand-in-hand, de Poaskearls voorop, lopen de inwoners van Ootmarsum en andere belangstellenden in een lange sliert door het stadje en door enkele huizen met stiepel en cafés naar het marktplein. De voorste paaskerel rookt een sigaar. Ze zingen dan afwisselend twee paasliederen, die telkens worden herhaald. Daarna worden de kinderen driemaal opgetild, waarbij ook driemaal "hoera" geroepen wordt. Om half negen 's avonds wordt het paasvuur door de poaskearls aangestoken. Tweede paasdag wordt het ritueel van de rondgang en het vlöggeln herhaald.